# Cotoneaster gamblei
Cotoneaster gamblei es una especie de planta del género Cotoneaster, perteneciente a la familia Rosaceae.

## Taxonomía
Cotoneaster gamblei fue descrita por Gerhard Klotz en 1966.

## Distribución
Se encuentra en el territorio oriental y occidental del Himalaya.